# Stichoplastoris elusinus
Stichoplastoris elusinus é uma espécie de aranha pertencente à família Theraphosidae (tarântulas).